# Nad Harkabuzem
Nad Harkabuzem (ok. 825 m) – płytka przełęcz po południowo-wschodniej stronie szczytu Leszczak, znajdująca się w grzbiecie biegnącym od Przełęczy Spytkowickiej przez Leszczak do Żeleźnicy. Grzbietem tym biegnie Wielki Europejski Dział Wodny i dawna granica polsko-węgierska. Południowe stoki przełęczy opadają doPodsarnianki w miejscowości Harkabuz (zlewisko Morza Czarnego), wschodnie do doliny Raby w miejscowości Raba Wyżna (zlewisko Bałtyku). Przez przełęcz prowadzi droga z Harkabuzu do Raby Wyżnej o nazwie Droga Solidarności. Wybudowana została w latach 60. XX wieku, początkowo pokryta była kostką brukową i dopiero w 2005 zmieniono jej nawierzchnię na asfaltową. Od czasu jej modernizacji nadano jej nazwę Drogi Solidarności, by uczcić pamięć chodzących tędy kurierów z okresu II wojny światowej, oraz szlaków papieskich Jana Pawła II. Odbyło się uroczyste otwarcie z udziałem prezydenta Lecha Wałęsy i premiera Kazimierza Marcinkiewicza. Poświęcenia dokonali kardynał Stanisław Dziwisz i biskup Jan Szkodoń – obydwaj pochodzą z tych okolic. Na przełęczy zamontowano głaz z pamiątkową płytą, wiatę dla turystów i tablicę informacyjną.
W regionalizacji fizycznogeograficznej Polski według Jerzego Kondrackiego przełęcz znajduje się w Beskidzie Orawsko-Podhalańskim, w nowszej regionalizacji z 2018 roku na Pogórzu Orawsko-Jordanowskim. Przebiega przez nią granica między Harkabuzem i Rabą Wyżną (obydwie miejscowości w województwie małopolskim, w powiecie nowotarskim, w gminie Raba Wyżna).
Szlaki turystyczne
Przez przełęcz Nad Harkabuzem przebiega dalekobieżny niebieski szlak turystyczny, a na przełęczy ma swój początek żółty szlak do Raby Wyżnej:
 odcinek: Przełęcz Spytkowicka – Łysa Góra – Leszczak – Nad Harkabuzem – Żeleźnica – Pod Żeleźnicą. Czas przejścia: 3 h
 Nad Harkabuzem – Raba Wyżna. Czas przejścia: 1.30 h.